# Service de presse suisse
Il Service de presse suisse (SPS) è un'associazione culturale svizzera. La sua missione consiste nel promuovere la creazione letteraria della Svizzera e stimolare l'interesse per le letterature svizzere al di là delle frontiere linguistiche. I principali organi dell'SPS sono:
- Viceversaletteratura.ch, sito letterario ad aggiornamento settimanale, nonché archivio elettronico di scrittori svizzeri.
- Viceversa Letteratura, rivista trilingue nata nel 2007 al posto della rivista francofona Feuxcroisés.

Oltre a queste due pubblicazioni, il Service de presse suisse è coeditore di traduzioni d'autori svizzeri e coorganizzatore di incontri e letture pubbliche.